# Соблинец
Соблинец је насеље у саставу града Града Загреба. Налази се у четврти Сесвете. До територијалне реорганизације у Хрватској налазио се у саставу старе загребачке приградске општине Сесвете.

## Становништво
На попису становништва 2011. године, Соблинец је имао 978 становника.

## Попис1991.
На попису становништва 1991. године, насељено место Соблинец је имало 516 становника, следећег националног састава:
| Попис 1991.‍  | Попис 1991.‍  | Попис 1991.‍ | Попис 1991.‍ | Попис 1991.‍ |
| ------------ | ------------ | ----------- | ----------- | ----------- |
|              |              |             |             |             |
| Хрвати       | Хрвати       |             | 464         | 89,92%      |
| Муслимани    | Муслимани    |             | 8           | 1,55%       |
| Срби         | Срби         |             | 2           | 0,38%       |
| Немци        | Немци        |             | 1           | 0,19%       |
| Роми         | Роми         |             | 1           | 0,19%       |
| Словенци     | Словенци     |             | 1           | 0,19%       |
| неопредељени | неопредељени |             | 3           | 0,58%       |
| регион. опр. | регион. опр. |             | 1           | 0,19%       |
| непознато    | непознато    |             | 35          | 6,78%       |
| укупно: 516  |              |             |             |             |